# Wiltz (rivier)
De Wiltz (Luxemburgs: Wolz) is een rivier die door België en Luxemburg stroomt. De rivier ontspringt nabij Bastenaken en mondt na 42 kilometer uit in de Sûre nabij Goebelsmühle (gemeente Bourscheid). De Clerve voedt de Wiltz.
Aan de Wiltz is het gelijknamige stadje Wiltz gelegen.